# Tamra
Tamra (tiếng Ả Rập: طمرة, tiếng Hebrew: טַמְרָה hay תַמְרָה) là một thành phố người Ả Rập Israel ở Israel. Thành phố thuộc quận Bắc. Thành phố có diện tích 29,259 km2, dân số năm 2009 là 28.700 người. Tamra nằm ở Hạ Galilee 5 km (3,1 dặm) về phía bắc của thành phố Shefa-'Amr và khoảng 20 km (12 dặm) về phía đông Akko (Acre). 

## Lịch sử
Tamra đã bị bắt bởi lực lượng Israel từ Ả Quân đội Giải phóng và quân đội Syria trong chiến tranh Ả Rập-Israel năm 1948 như là một phần của chiến dịch Dekel. Thành phố phát triển nhanh chóng trong giai đoạn những năm đầu tiên của Israel là một quốc gia do dòng người tị nạn Palestine từ các ngôi làng bị phá hủy như al-Birwa hoặc al-Damun. Phần lớn đất nông nghiệp của thành phố đã bị tịch thu bởi nhà chức trách Israel và giao cho các hợp tác xã nông nghiệp, thị xã định cư của người Do Thái gần đó như Mitzpe Aviv. Tamra đã đạt được tình trạng hội đồng địa phương trong năm 1956 và được công nhận là thành phố vào năm 1996.

## Dân cư
Theo Cục Thống kê Trung ương Israel (CBS), vào cuối năm 2007, thành phố có tổng dân số của 27.300 người. Năm 2001, thành phần dân tộc của thành phố đã đạt mức gần như hoàn toàn Ả Rập (99,6% người Hồi giáo), không có dân số đáng kể người Do Thái.
Theo CBS, năm 2001 đã có 11.900 nam và 11.400 nữ. Dân số của thành phố có cơ cấu độ tuổi với 48,5% 19 tuổi hoặc trẻ hơn, 18,0% từ 20 đến 29, 19,7% từ 30 và 44,% 9,0 45-59 1,6% 60-64, và 3,0% 65 tuổi trở lên. Tốc độ tăng trưởng dân số năm 2001 là 3,3% và năm 2005 đã giảm xuống còn 2,5%.